# 大成ボクシングジム
大成ボクシングジム（たいせいボクシングジム）は、兵庫県三田市中町にあるボクシングジム。ジムの会長は元OPBF東洋太平洋ウェルター級王者丸元大成。

## 主な選手

### 主な現役選手
- 松岡新（第2代日本フライ級ユース王者）
- 松岡輝（第2代日本フェザー級ユース王者）
- 尾崎優日（WBC世界ライトフライ級ユース王者）

### 引退した選手
- 秋月楓大（元WBCアジアバンタム級王者）
- レイ・ロリト（元IBO世界ライトフライ級王者。現エスペランサジムトレーナー）
- 原口健飛（現キックボクサー）
- 加納陸（世界挑戦2回、元WBOアジアパシフィック2階級王者、元WBC世界ライトフライ級ユース王者、元OPBF東洋太平洋ミニマム級暫定王者）